# داي (نيويورك)
داي (بالإنجليزية: Day, New York)‏ هي بلدة أمريكية تقع في الولايات المتحدة في مقاطعة ساراتوغا، نيويورك. يقدر عدد سكانها بـ 920 نسمة ومساحتها 180.1 كم2 وترتفع عن سطح البحر 266 متر.